# Computers and Intractability
Computers and Intractability: A Guide to the Theory of NP-Completeness (Computadores e Intratabilidade: Um guia para a Teoria da NP-completude, tradução livre, não há edição em português) é um livro de Michael Garey e David S. Johnson de grande influência em ciência da computação, mais especificamente em teoria da complexidade computacional. Foi o primeiro livro a tratar exclusivamente de NP-completude e intratabilidade computacional. O livro apresenta um apêndice fornecendo um compêndio exaustivo dos problemas NP-completos (que foi atualizado em impressões posteriores do livro).O livro já está obsoleto em alguns aspectos, uma vez que não abrange o desenvolvimento mais recente na área como o teorema da Correspondência de Post. É, no entanto, ainda em versão impressa, considerado como um clássico: em um estudo de 2006, o motor de busca CiteSeer listou o livro como a referência mais citada na literatura de ciência da computação.

## Outros problemas
Outro apêndice do livro contou com problemas para os quais não se sabia se eram NP-completos ou em P (ou nenhum). Os problemas (com seus nomes originais) são:
1. Isomorfismo de grafos
2. Homomorfismo de subgrafos (para um dado grafo H)
3. Gênero de grafos
4. Compleção de grafo cordal
5. Coloração de arestas[1]
6. Problema da paridade de árvores de abrangência[2]
7. Dimensão de ordem parcial
8. Precedência restrita de escalonamento de 3 processadores
9. Programação linear
10. Amodularidade total[3]
11. Teste de primalidade
Teste de primalidade é conhecido por pertencer a P, mas a complexidade do problema  da fatoração inteira, intimamente relacionado, permanece aberta.
12. Triangulação de comprimento mínimo[4]

A partir de 2015, um único problema ainda não foi classificado. Problema 12 é conhecido por ser NP-difícil, mas não se sabe se está em NP.

## Aceitação
Assim que lançado, o livro recebeu críticas positivas por pesquisadores de renome na área de ciência da computação teórica.
Em sua avaliação, Ronald V. Book recomenda o livro para "qualquer um que deseje aprender sobre o tema da NP-completude", e menciona explicitamente o apêndice "extremamente útil" com mais de 300 problemas computacionais NP-difíceis. Ele conclui: "A ciência da computação precisa de mais livros como este."
Harry R. Lewis elogia o texto matemático dos autores: "O livro de Garey e Johnson é uma exposição completa, clara e prática da NP-completude. Em muitos aspectos, é difícil imaginar um melhor tratamento do assunto." Além disso, ele considera o apêndice como "único" e "como ponto de partida, na tentativa de mostrar novos problemas como sendo NP-completos".
Vinte e três anos após o livro aparecer, Lance Fortnow, editor-em-chefe das Operações de periódicos científicos na teoria computacional, declara: "Eu considero de Garey e Johnson o livro mais importante na estante do meu escritório. Todo cientista da computação deve ter este em suas prateleiras também. [...] Garey e Johnson tem a melhor introdução à complexidade computacional que eu já vi ".